# Frontera 20 de Octubre
Frontera 20 de Octubre är en ort i Mexiko.   Den ligger i kommunen Tapachula och delstaten Chiapas, i den sydöstra delen av landet, 900 km sydost om huvudstaden Mexico City. Frontera 20 de Octubre ligger 2 052 meter över havet och antalet invånare är 309.
Terrängen runt Frontera 20 de Octubre är bergig åt sydost, men åt nordväst är den kuperad. Runt Frontera 20 de Octubre är det ganska tätbefolkat, med 172 invånare per kvadratkilometer. Närmaste större samhälle är Motozintla de Mendoza, 19,4 km norr om Frontera 20 de Octubre. I omgivningarna runt Frontera 20 de Octubre växer i huvudsak städsegrön lövskog.